# Puente sobre el Río Dobra
El puente viejo sobre el río Dobra es un antiguo puente medieval que atraviesa el río Dobra, situado a caballo entre los concejos asturianos de Amieva y Cangas de Onís.
Situado al inicio de la senda del Arcediano es un puente de piedra de un solo arco apuntado con sillares regulares.
El suelo está formado por restos de la calzada romana existente en la antigüedad.
Este puente aparece en la película El cabezota (1982) de Francisco Lara Polop.
- Datos: Q9064491
- Multimedia: Ponte sobre'l Ríu Dobra / Q9064491